# Estación Kitayama

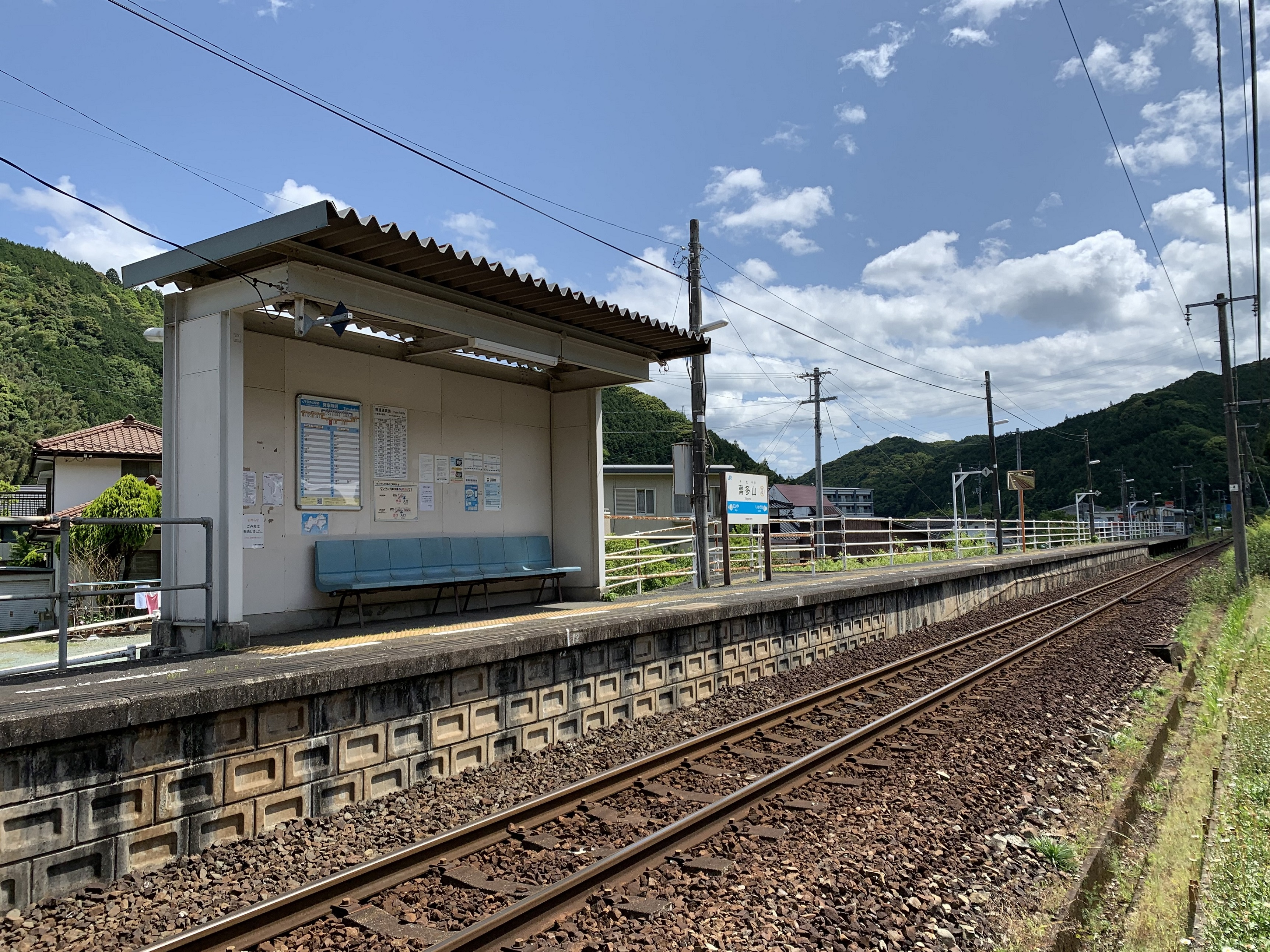
Andén y refugio de la estación Kitayama

La estación Kitayama (喜多山駅 Kitayama-eki?) es una estación de la línea Yosan de la Japan Railways que se encuentra en la ciudad de Ōzu de la prefectura de Ehime. El código de estación es el "U12".

## Estación de pasajeros
Cuenta con una única plataforma, la cual posee un único andén (andén 1). 

### Andén
| 1 | ● Línea Yosan | Hacia Uchiko, Iyo y Matsuyama (los servicios rápidos no se detienen)   |
| 1 | ● Línea Yosan | Hacia Ōzu, Yawatahama y Uwajima (los servicios rápidos no se detienen) |

## Alrededores de la estación
- Ruta Nacional 56

## Historia
- 1920: el 1° de mayo es inaugurada por Ferrocarril Ehime (愛媛鉄道 Ehime-tetsudō?).
- 1933: el 1° de octubre el Ferrocarril Ehime es estatizado con el nombre de línea Ehime.
- 1935: el 6 de octubre el ancho de vía la línea Ehime (que desde la época del Ferrocarril Ehime era de 762 mm) pasa a ser de 1.067 mm.
- 1986: el 3 de marzo se inaugura el nuevo ramal de la línea Yosan.
- 1987: el 1° de abril pasa a ser una estación de la división Ferrocarriles de Pasajeros de Shikoku de la Japan Railways.
- 1988: en junio la línea principal Yosan vuelve a ser simplemente línea Yosan.

## Estación anterior y posterior
- Línea Yosan 
  - Estación Ikazaki (U11) << Estación Kitayama (U12) >> Estación Niiya (U13)